# North Conway
North Conway és una concentració de població designada pel cens dels Estats Units a l'estat de Nou Hampshire. Segons el cens del 2000 tenia 2.069 habitants.

## Demografia
Segons el cens del 2000, North Conway tenia 2.069 habitants, 1.002 habitatges, i 487 famílies. La densitat de població era de 186,6 habitants per km².
Dels 1.002 habitatges en un 22% hi vivien nens de menys de 18 anys, en un 33,2% hi vivien parelles casades, en un 11,3% dones solteres, i en un 51,3% no eren unitats familiars. En el 41% dels habitatges hi vivien persones soles el 15,7% de les quals corresponia a persones de 65 anys o més que vivien soles. El nombre mitjà de persones vivint en cada habitatge era de 2,02 i el nombre mitjà de persones que vivien en cada família era de 2,75.
Per edats la població es repartia de la següent manera: un 20,5% tenia menys de 18 anys, un 8,2% entre 18 i 24, un 32,1% entre 25 i 44, un 24,1% de 45 a 60 i un 15,1% 65 anys o més.
L'edat mediana era de 38 anys. Per cada 100 dones de 18 o més anys hi havia 91,3 homes.
La renda mitjana per habitatge era de 31.406 $ i la renda mediana per família de 40.294 $. Els homes tenien una renda mediana de 27.679 $ mentre que les dones 23.017 $. La renda per capita de la població era de 20.493 $. Entorn del 17,1% de les famílies i el 17,1% de la població estaven per davall del llindar de pobresa.